# Protographium philolaus
A Protographium philolaus a rovarok (Insecta) osztályának lepkék (Lepidoptera) rendjébe, ezen belül a pillangófélék (Papilionidae) családjába tartozó faj.

## Előfordulása
A Protographium philolaus előfordulási területe az Amerikai Egyesült Államokhoz tartozó Texas déli részétől kezdve, Közép-Amerikán keresztül, egészen Dél-Amerika legészakibb részéig tart.

## Alfajai
Ennek a lepkének jelenleg 2 alfaját ismerik el:
- Protographium philolaus philolaus (Boisduval, 1836) - Mexikó, Honduras, Costa Rica, Dél-Texas[3]
- Protographium philolaus xanticles (Bates, 1863) - Panama, Észak-Kolumbia, Észak-Venezuela[4]

## Megjelenése
A szárnyfesztávolsága 90-95 milliméteres. A hím elülső szárnyainak felső részén, széles fekete sávok láthatók; a nőstény hasonló megjelenésű, azonban egyes példányai majdnem teljesen feketék is lehetnek. A fekete sávok között halvány zöldes vagy kékes csíkok vannak. A hátulsó szárnyak belső részének középtáján, elnyújtott élénkvörös foltozás van.

## Életmódja
Főleg alacsonyan repül, általában a folyópartokon vagy pocsolyák szélén pillantható meg; általában csoportosan és/vagy más lepkefajok társaságában. Az imágó a virágok nektárjával táplálkozik, a hernyó az annónafélék (Annonaceae) egyik kártevője.

## Képek

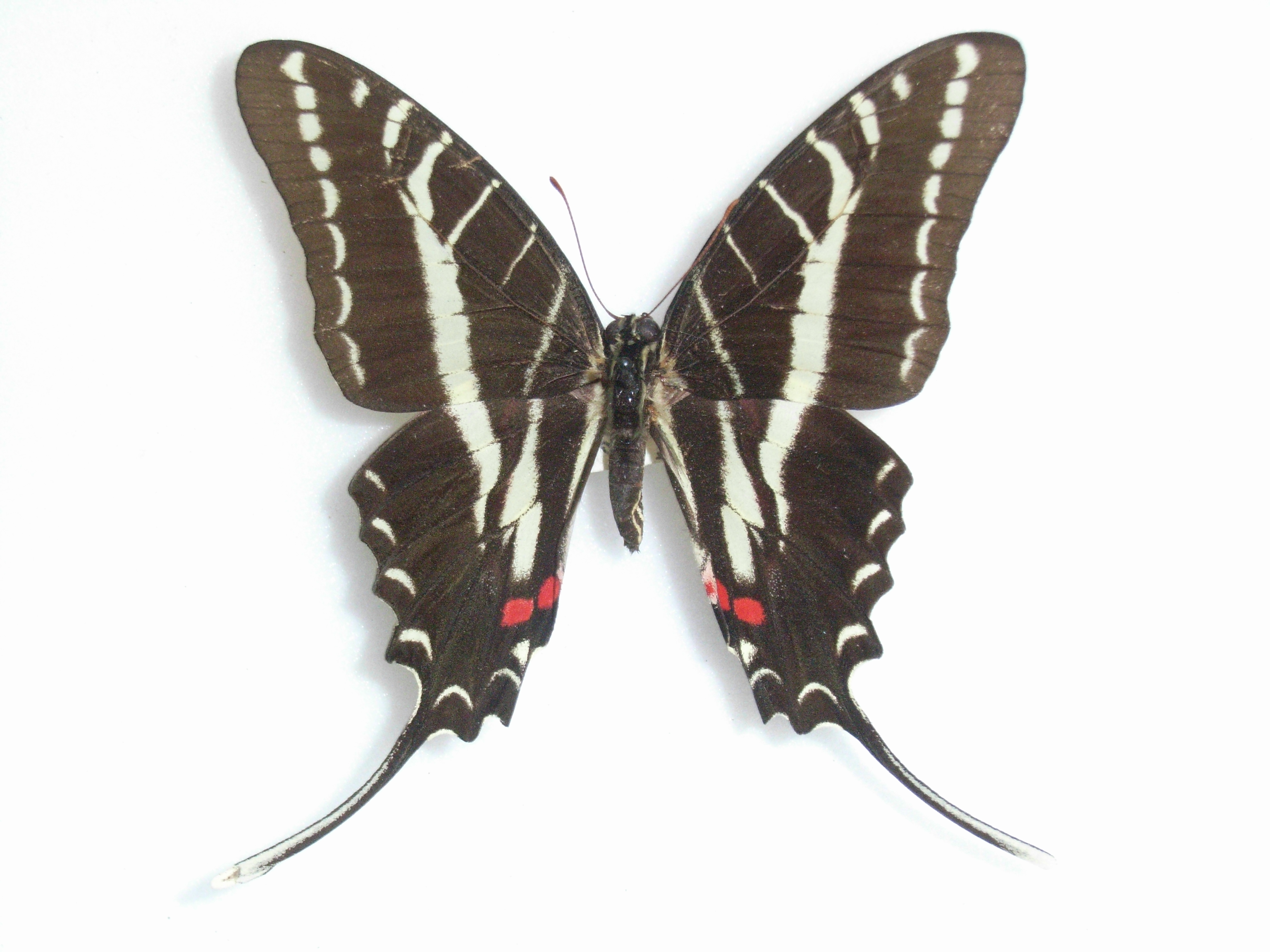
Protographium philolaus philolaus
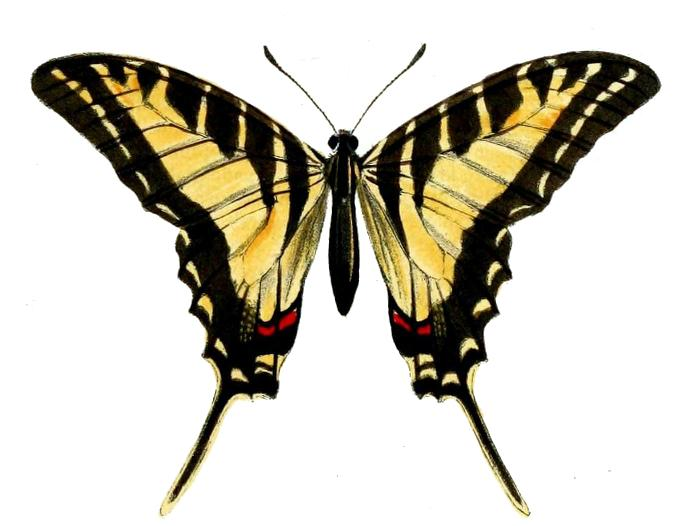
Protographium philolaus xanticles
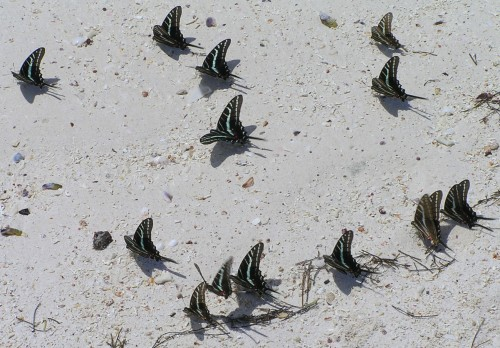
A természetes élőhelyén
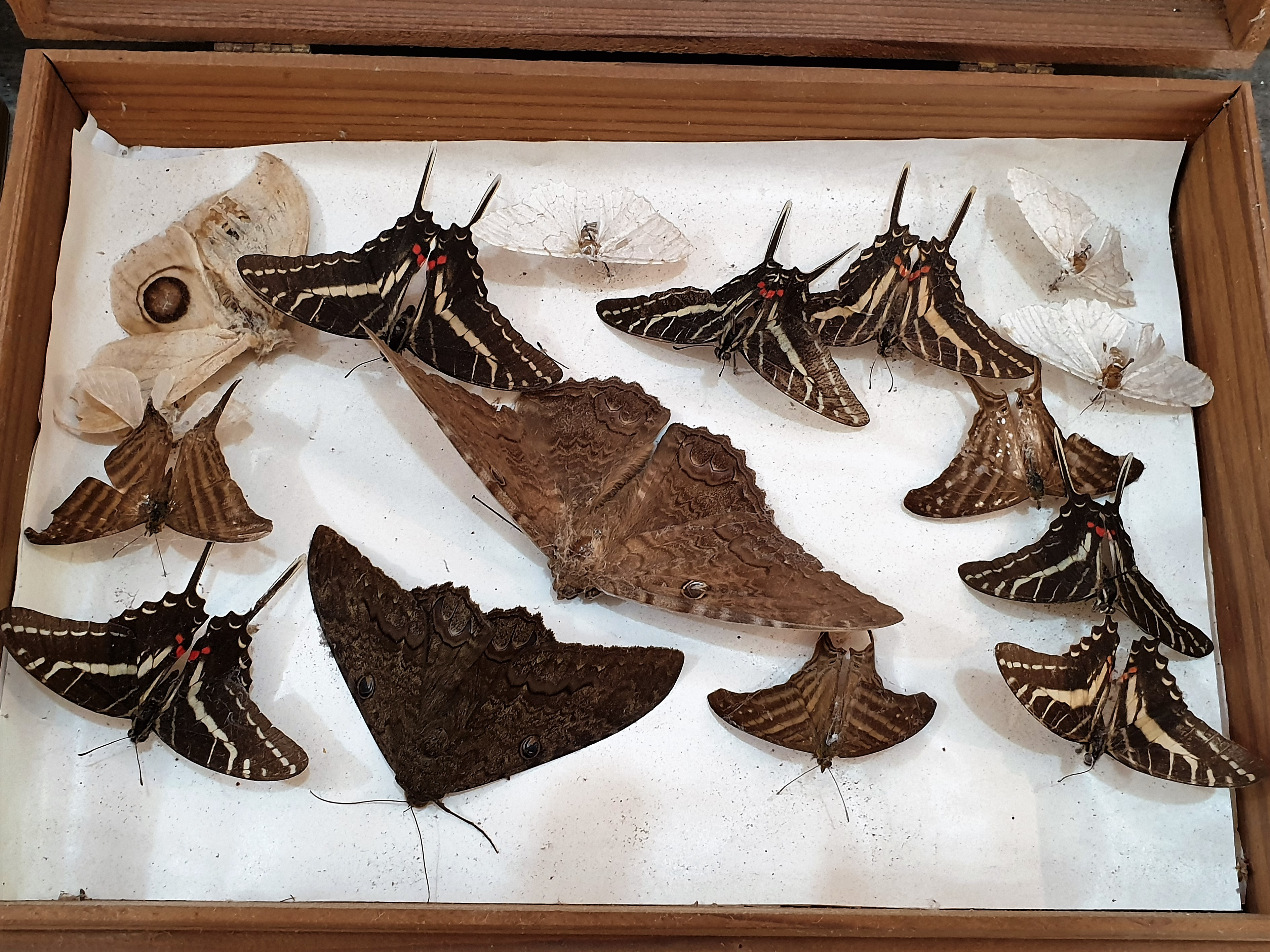
Múzeumi példányok egyéb lepkékkel

### Fordítás
- Ez a szócikk részben vagy egészben  a   Protographium philolaus című angol Wikipédia-szócikk ezen változatának fordításán alapul.  Az eredeti cikk szerkesztőit annak laptörténete sorolja fel. Ez a jelzés csupán a megfogalmazás eredetét és a szerzői jogokat jelzi, nem szolgál a cikkben szereplő információk forrásmegjelöléseként.